# Asura strigatula
Asura strigatula là một loài bướm đêm thuộc phân họ Arctiinae, họ Erebidae.